# Geomsan-dong
Geomsan-dong (koreanska: 검산동) är en stadsdel i staden Gimje i provinsen Norra Jeolla i den sydvästra delen av Sydkorea,  190 km söder om huvudstaden Seoul. 